# Bernardo Bertolucci
Bernardo Bertolucci, född 16 mars 1941 i Parma i Emilia-Romagna, död 26 november 2018 i Rom, var en italiensk filmregissör, manusförfattare och skådespelare. 
Bernardo Bertolucci skapade den kontroversiella filmen Sista tangon i Paris (1972) med Marlon Brando, samt filmen 1900, från 1976, som är en bred skildring av samhällsutvecklingen i Italien. Den siste kejsaren från 1987, för vilken Bertolucci vann två Oscar för bästa regi och bästa manus efter förlaga, är en praktfull rundmålning ur Kinas moderna historia.

## Filmografi (urval)
- 1970 – Fascisten
- 1970 – Spindelns strategi
- 1972 – Sista tangon i Paris
- 1976 – 1900
- 1979 – Månen
- 1987 – Den siste kejsaren
- 1990 – Den skyddande himlen
- 1994 – Lille Buddha
- 1996 – Stulen skönhet
- 2003 – Dreamers
- 2012 – Me and You

## Utmärkelser
- Sutherland Trophy, för Fascisten,  1970
- National Society of Film Critics Award för bästa regissör, för Fascisten,  1971
- Oscar för bästa regi, för Den siste kejsaren,  1987
- Directors Guild of America Award för bästa regi av långfilm, för Den siste kejsaren,  1987
- Golden Globe Award för bästa regi, för Den siste kejsaren,  1987
- Golden Globe Award för bästa filmmanus, för Den siste kejsaren,  1987
- Oscar för bästa manus efter förlaga, för Den siste kejsaren,  1987
- Europeiska filmakademins särskilda jurypris, för Den siste kejsaren,  1988[18]
- David di Donatello för bästa film, för Den siste kejsaren,  1988
- Césarpriset för bästa utländska film, för Den siste kejsaren,  1988
- David di Donatello för bästa regissör, för Den siste kejsaren,  1988
- Storofficer av Italienska republikens förtjänstorden,  2 juni 1988
- BAFTA Award för Bästa film, för Den siste kejsaren,  1989
- Hedersleopard,  1997[19]
- Konstens hedersguldmedalj,  2001[20]
- Stjärna på Hollywood Walk of Fame,  19 februari 2008[21]
- Europeiska filmakademins livsgärningspris,  2012[22]
- Hedersdoktor vid Universitetet i Parma,  16 december 2014[23]
- Italiens guldmedalj för kultur- och konstförtjänst

[Redigera Wikidata]